# Gerenciamento de categorias
O gerenciamento de categorias é uma das técnicas utilizadas no merchandising de um ponto de venda no varejo. Tem como finalidade organizar a estrutura de localização dos produtos dentro do ponto de venda, com base na categoria de cada produto bem como o comportamento dos compradores, procurando atender as necessidades dos clientes como um todo.